# 광망
《광망 : 빛을 쫓는 자》(光芒)는 2021년 방송되었던 중국의 드라마이다.

## 줄거리
- 20세기 1920년대의 상하이시 건어물 가게의 점원인 정역치는 가난한 집안에서 태어났으나, 머리가 좋았다. 그가 잘못하여 전장에 입사한 후, 온갖 고난을 겪었으나 도리어 전장의 사장인 황여에게 인정받는다. 정역치는 난관을 뚫고, 금융업계의 신흥 세력으로 떠오른다. 그는 우연히 은행가의 딸, 오려자와 사귀게 되고, 동상이몽의 부부 생활을 시작한다. 황 사장과 아버지-아들처럼 지내던 관계에 위기가 닥치고, 전쟁으로 인해 나라도 직장도 곤경에 빠지는데...

## 등장 인물
- 장신청 - 청이즈 역
- 차이원징 - 우리쯔 역
- 장자견 (张志坚) - 황루훙 역
- 고자성 (古子成) - 쉬수 역
- 량제 - 사오링당 역
- 왕쯔젠 - 찰리 역
- 왕이난 - 랴오란 역
- 장시린 - 저주인 역
- 안과 (安戈) - 검과자 역
- 마오이 (毛毅) - 류이랑 역

## 참고 사항
- 12월 16일 중국 현지에서 종영한지 4개월 만에 중화TV에서 VOD저작권을 구입했다. 국내 방송일자는 내년 2월 7일 이다
- 극중 청이즈와 샤오링당 역을 맡은 장신청과 량제는 변성니적나일천 : 네가 된 그날 이후 3개월 만에 동반으로 출연했다